# سیچلاید جواهر خونی
سیچلاید جواهر خونی با نام علمی Hemichromis lifalili ، با نام رایج سیچلاید جواهر قرمزخونی ، گونه ای از ماهیان از خانواده سیچلایدها است.   